# Storia degli ebrei italiani sotto il fascismo
Storia degli ebrei italiani sotto il fascismo è un saggio storico di Renzo De Felice, pubblicato dalla Einaudi nel 1961.  Oltre ad essere il primo studio italiano relativo alla politica del regime fascista nei riguardi degli ebrei, l'opera rappresenta una pionieristica indagine storiografica sul fascismo stesso, scritta a meno di vent'anni dal suo epilogo. Prima pubblicazione contemporaneistica di De Felice, essa diede inizio alla sua quasi quarantennale ricerca sul fascismo.

## Contenuto
L'incarico, retribuito, di redigere l'opera fu assegnato nel 1960 al giovane De Felice dall'Unione delle comunità ebraiche italiane. Benché l'obiettivo del committente fosse esplicitamente quello di documentare in un libro la storia della persecuzione antiebraica nella penisola, delle successive deportazioni e dello sterminio nazista, De Felice dedicò invece ampio spazio al periodo precedente la promulgazione delle leggi razziali del 1938, mentre limitate furono le pagine concernenti la persecuzione nazifascista negli anni della Repubblica Sociale Italiana.
A riguardo della pubblicazione, lo storico Paolo Simoncelli ha così delineato le innovazioni metodologiche e le tesi proposte dal De Felice:
(prof. Emanuele Rossi, Review di P. Simoncelli, "Renzo De Felice. La formazione intellettuale")

## Il "caso Piccardi"
Accolta con iniziale consenso di pubblico e di critica, l'opera sollevò uno scandalo politico di grande risonanza intorno al passato di Leopoldo Piccardi, segretario del Partito Radicale, il quale essendo erede della tradizione azionista era su posizioni di antifascismo intransigente. Una nota del volume riferiva della partecipazione di Piccardi, in veste di consigliere di Stato, a un convegno giuridico italo-tedesco sul tema Razza e diritto svoltosi a Vienna nel marzo 1939.
La rivelazione creò una spaccatura all'interno del gruppo degli "Amici del Mondo": da un lato Mario Pannunzio, che con lo slogan «via i razzisti dal partito radicale» indusse alle dimissioni Piccardi, dall'altro Ernesto Rossi e Ferruccio Parri, che invece difesero il segretario. Lo scontro degenerò al punto da provocare le dimissioni dell'intera direzione del partito e la fuoriuscita di gran parte dei suoi esponenti storici.
Il gruppo dei difensori di Piccardi maturò un sentimento di animosità nei confronti di De Felice, ritenendolo responsabile di una campagna scandalistica: Ernesto Rossi, scrivendo a Giorgio Agosti, lo definì «un piccolo mascalzone manovrato da un qualche personaggio potente che non sono riuscito ad individuare»; mentre altre personalità dell'azionismo come Leo Valiani e Guido Fubini accusarono il suo libro di essere parte di un'operazione politica mirante a gettare discredito su alcuni esponenti della sinistra. Le pressioni del mondo azionista costrinsero quindi De Felice a ridurre, nella successiva ristampa del volume, la parte relativa alla partecipazione di Piccardi ai convegni razzisti, sulla quale avrebbe esibito nuova documentazione nelle edizioni successive.

## Edizioni
- Storia degli ebrei italiani sotto il fascismo, Prefazione di Delio Cantimori, Introduzione di Renzo De Felice, Collana Biblioteca di cultura storica n.68, Torino, Einaudi, novembre 1961. II ed., Einaudi, 1962; III ed. riveduta e ampliata, Nota di R. De Felice, Einaudi, 1972; IV ed. nuovamente riveduta, nuova Introduzione dell'Autore, Einaudi, 1987; V ed., Introduzione all'edizione tascabile dell'Autore, Einaudi, 1993.
- (EN)  The Jews in Fascist Italy, Enigma 2001, ISBN 1-929631-01-4.